# Cervantes avant Don Quichotte
Pour plus de détails, voir Fiche technique et Distribution.
Cervantes avant Don Quichotte (El cautivo) est un film italo-espagnol réalisé par Alejandro Amenábar et dont la sortie est prévue en 2025. Julio Peña Fernández y incarne Miguel de Cervantes, notamment lorsqu'il est en captivité à Alger.
Le film sera présenté en avant-première au festival international du film de Toronto 2025, avant sa sortie en salles en Espagne.

## Synopsis
Blessé après l'attaque du navire sur lequel il voyageait, Miguel de Cervantes est emprisonné à Alger en 1575. Il va faire plusieurs tentatives d'évasion, mais surtout développer ses compétences en matière d'écriture et de narration,,.

## Fiche technique
Sauf indication contraire, les informations mentionnées dans cette section peuvent être confirmées par les bases de données cinématographiques IMDb et Allociné,  présentes dans la section « Liens externes ».
- Titre original espagnol : El cautivo
- Titre italien : Il prigioniero
- Titre français : Cervantes avant Don Quichotte
- Réalisation : Alejandro Amenábar
- Scénario : Alejandro Amenábar et Alejandro Hernández
- Musique : Alejandro Amenábar
- Décors : Juan Pedro De Gaspar
- Costumes : Nicoletta Taranta
- Photographie : Alex Catalán
- Montage : Carolina Martínez Urbina
- Production : Alejandro Amenábar, Fernando Bovaira, Simón de Santiago, Urko Errazquin, Marina Marzotto et Mattia Oddone
- Sociétés de production : MOD Producciones, Himenóptero, Misent Producciones, MOD Pictures et Propaganda Italia
- Sociétés de distribution : Buena Vista International (Espagne), Haut et Court (France)
- Pays de production :  Espagne,  Italie
- Langue originale : espagnol
- Format : couleur
- Genre : drame, historique, aventures
- Dates de sortie[4] :
  - Canada : septembre 2025 (festival de Toronto)
  - Espagne : 12 septembre 2025
  - France : 1er octobre 2025

## Distribution
- Julio Peña Fernández : Miguel de Cervantes
- Miguel Rellán
- Fernando Tejero
- José Manuel Poga
- Luis Callejo
- Roberto Álamo
- Albert Salazar (es)
- César Sarachu (es)
- Luna Berroa

## Production
En janvier 2024, lors de l'European Film Market en marge de la Berlinale 2024, il est annoncé qu'une coproduction italo-espagnole de MOD Producciones, Himenóptero, Misent Producciones et Propaganda Italia va être lancée, avec la participation de Netflix, RTVE et Rai Cinema avec le soutien de l'ICAA, Généralité valencienne et Eurimages,. Le film est doté d'un budget d'environ 14 millions d'euros.
Le tournage a lieu d'avril à juin 2024. Il se déroule à Valence, Alicante, Séville (notamment l'Alcazar), Santa Pola et Alcalá de Guadaíra. L'équipe tourne quelques scènes au Castillo-Fortaleza de Santa Pola (en) de Santa Pola,,.

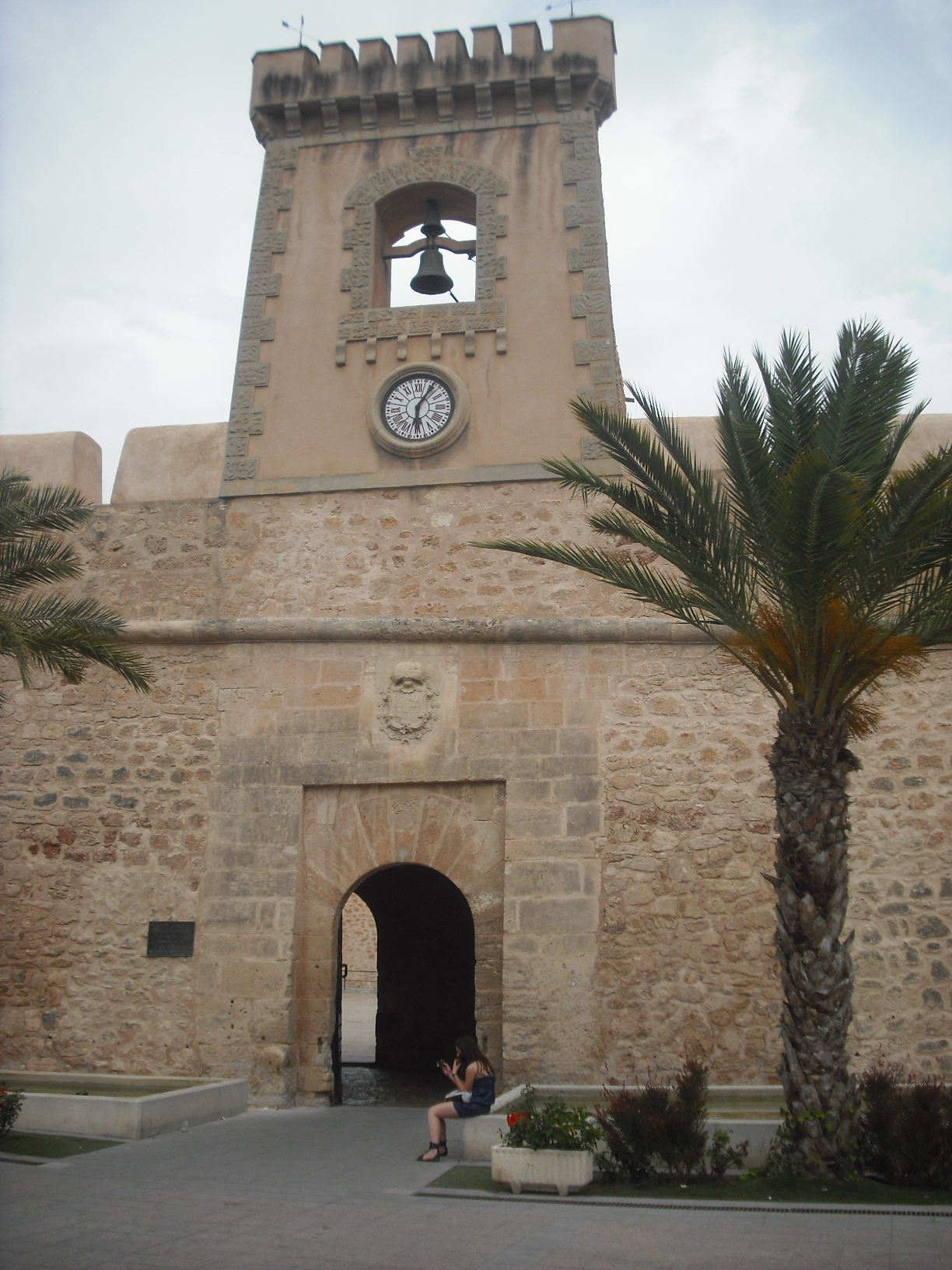
Le Castillo-Fortaleza de Santa Pola
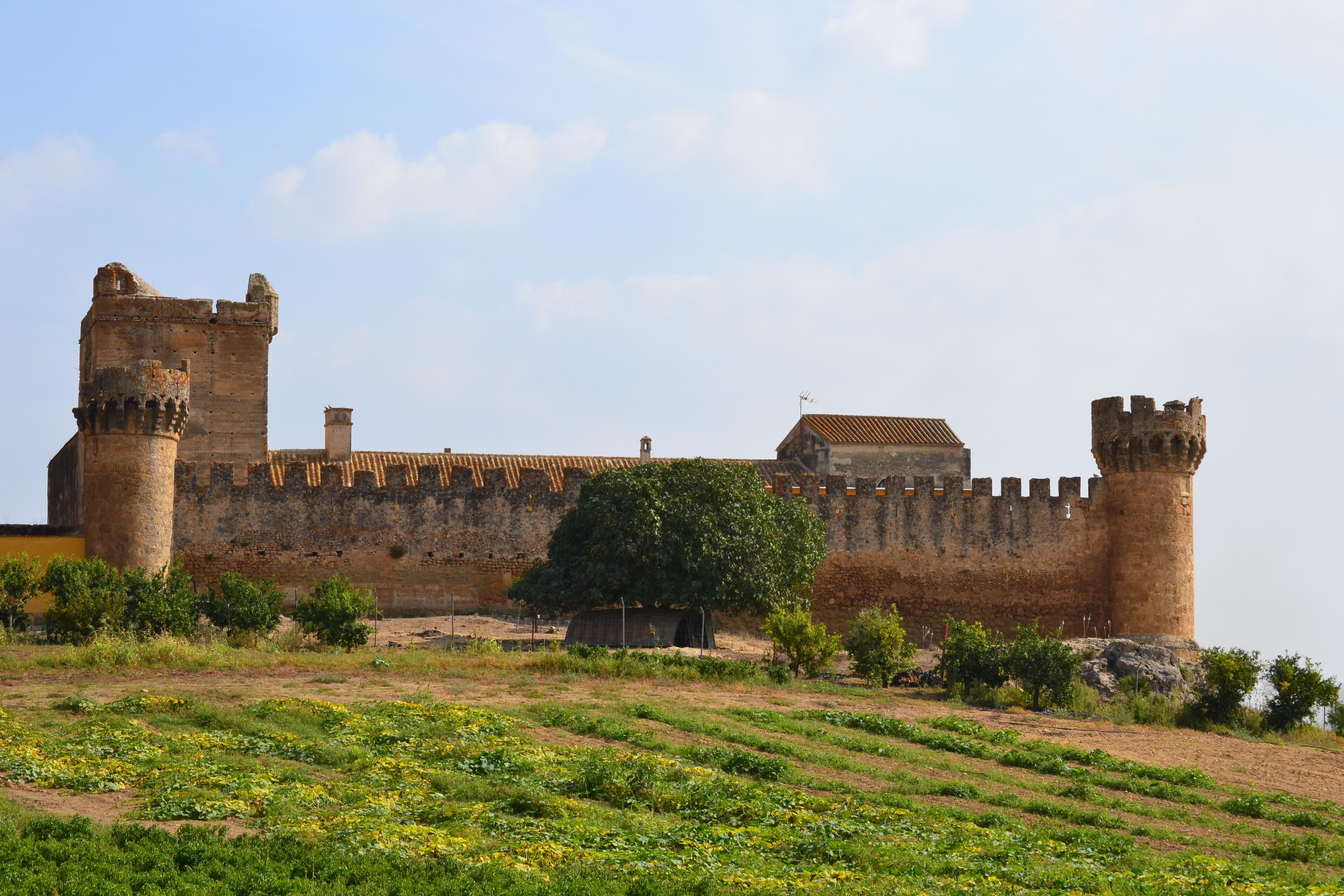
Castillo de Marchenilla
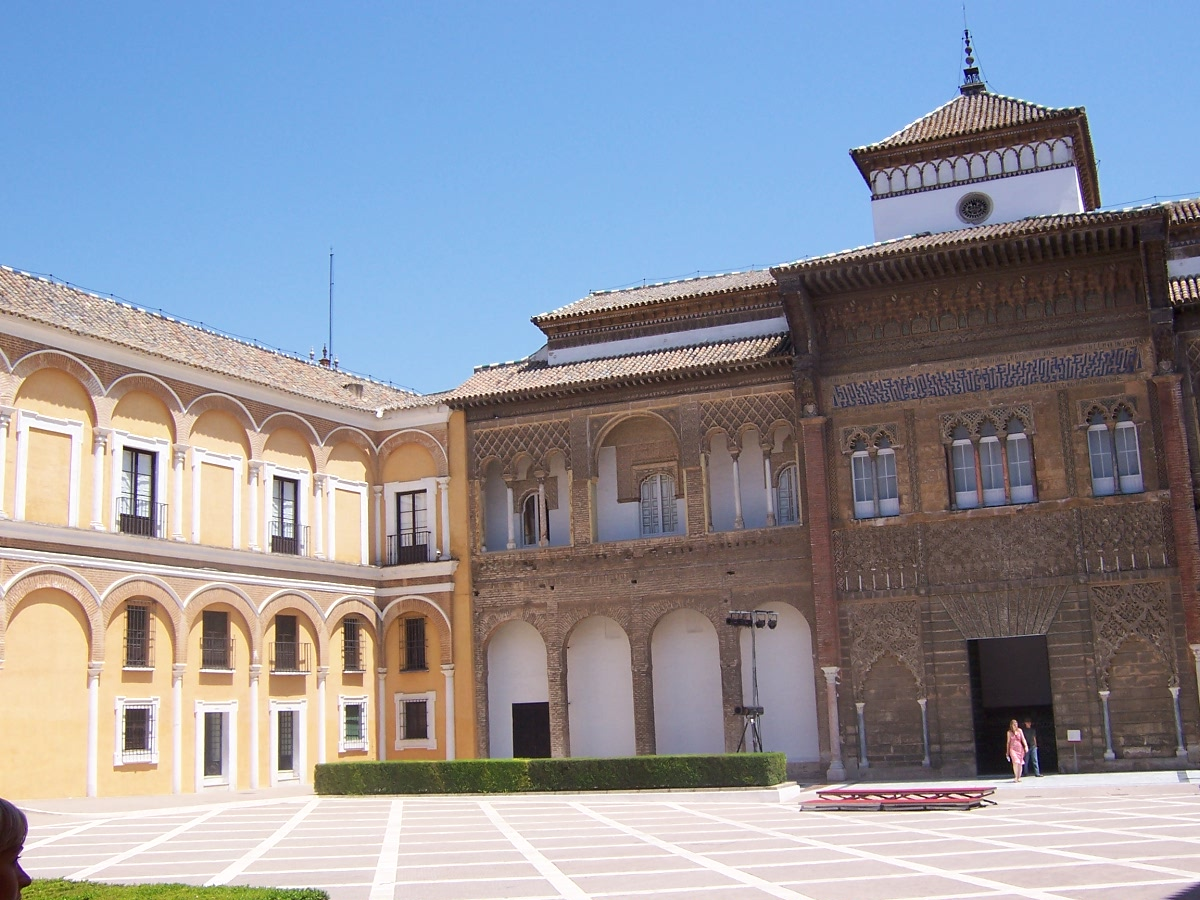
Alcazar de Séville

## Sortie et accueil
Le film sera présenté en avant-première au festival international du film de Toronto 2025 en septembre 2025, dans la catégorie Special Presentations. Il sera ensuite distribué en Espagne par Buena Vista International dès le 12 septembre 2025,. Film Constellation se charge ses droits à l'international.